# Eudimeriolum elegans
Eudimeriolum elegans är en svampart som beskrevs av Speg. 1912. Eudimeriolum elegans ingår i släktet Eudimeriolum och familjen Pseudoperisporiaceae.   Inga underarter finns listade i Catalogue of Life.